# 富士市立富士中央小学校
富士市立富士中央小学校（ふじしりつ ふじちゅうおうしょうがっこう）は、静岡県富士市にある公立小学校である。

## 概要
1993年（平成5年）4月、市内24番目の小学校として開校。初年度の児童数469人、教育職員数21人。初代校長 鳥居孝雄。校舎は、鉄筋コンクリート3階建て。

## 沿革
- 1990年　用地取得
- 1991年　造成
- 1992年　校舎及び給食棟建設
- 1993年　屋内運動場（体育館）やプール建設、緑地の整備
- 1993年（平成5年）4月に富士市立富士第一小学校の児童数増加に伴い開校[2]。
- 1993年4月21日　校舎落成・開校記念式典[3]
- 1994年（平成6年度）5月　「開校１周年の会」が行われる[4]
- 2012年（平成24年）10月28日　「20周年記念式典」が体育館で行われる[5]。

## 児童数
552名(令和6年5月1日現在)

## 通学地域
青葉町、浅間町（青葉通り北側）、本市場新田、松本、富士中島上、富士中島下、中島新道町、浦町(身延線東側）、くすの木町
※この地域に在住する特別支援学級の知的学級の児童は富士中央小学校へ、情緒学級の児童は富士市立富士第一小学校へ通学する。

## 進学先中学校
- 富士市立富士中学校